# CS Gloria Bistrița-Năsăud
CS Gloria Bistrița-Năsăud er en rumænsk kvindehåndboldklub fra Bistrița, Rumænien. Holdet spiller i Liga Naţională og har som deres hidtil bedste placering vundet bronzemedaljer i ligaen i 2022/23 og 2018/19-sæsonerne.

## Spillertruppen 2024-25
| Målvogtere - 21 Alexandra Perianu - 87 Renata Arruda Fløjspillere LW - 02 Nicoleta Dincă - 25 Eva Kerekeș - 96 Dagmara Nocuń RW - 27 Asuka Fujita - 30 Sonia Seraficeanu Stregspillere - 03 Jaroslava Burlatjenko - 07 Tamires Morena Lima - 88 Noemi Mezei - 97 Nikolina Vukčević | Bagspillere LB - 10 Danila So Delgado - 14 Bianca Bazaliu - 44 Gréta Kácsor CB - 08 Maria Țanc - 29 Gnonsiane Niombla - 35 Valeriia Kirdiasheva - 71 Sarah Kibedi RB - 39 Natalia Nosek - 98 Sayna Mbengue |